# Akribie
Unter Akribie (von altgriechisch ἀκριβής, genau) versteht man eine äußerste Sorgfalt, größte Genauigkeit bis hin zur peinlichen Genauigkeit. Vielfach verwendet man den Begriff zur Kennzeichnung einer bestimmten Art von wissenschaftlicher oder literarischer Tätigkeit, bei der die Herausarbeitung von Voraussetzungen und Zusammenhängen einen breiten Raum einnimmt.
In „Krug's encyklopädisch-philosophischen Lexikon“ (1832) ist Akribie „in wissenschaftlicher Hinsicht Genauigkeit oder Sorgfalt in der Forschung oder Untersuchung – eine Hauptbedingung des glücklichen Erfolges bei Bearbeitung der Wissenschaften, vornehmlich der Philosophie; wo sie oft aber am wenigsten stattfindet, weil das Philosophiren von Vielen für so leicht gehalten wird.“ Mit jener Akribie soll auch die sorgfältige Auswahl der Wörter zur Bezeichnung der Begriffe, die Genauigkeit im Reden und Schreiben verknüpft sein. „Die Akribie in Ansehung des Rechts bedeutet auch oft ein zu strenges Halten an oder Bestehen auf seine Rechte, mit Hintansetzung aller Billigkeit.“
Die Tugenden der Akribie, die Sorgfalt und die Genauigkeit, können je nach Ausgestaltung und je nach Betrachter an der Grenze zur Pedanterie gesehen werden.
In der Orthodoxie bezeichnet Akribie die gesamte authentische kirchliche Überlieferung wie auch ihre genaue und getreue Einhaltung, Bewahrung und Anwendung. Allerdings ruht die sittliche Lehre der Orthodoxie noch auf einem zweiten Prinzip: Neben der Akribie, nach der alle Gebote gewissenhaft befolgt werden müssen, steht die Oikonomie (auch Ökonomie), die zeitweilige Abweichungen erlaubt.